# MG30通用機槍
MG30是德國在第一次世界大戰後為了逃避凡爾賽條約當中有關重機槍的限制而授權瑞士索羅通（Solothurn）和奧地利斯太爾-戴姆勒-普赫(Steyr-Daimler-Puch)生產的通用機槍。其設計者是路易士-斯坦格（Louis Stange），他也是MG13機槍的設計者，後來由此發展出以下的機槍：
- MG 15機槍
- MG 17機槍
- MG34通用機槍

1938年德奧合併後MG30被德軍所用，但由於奧地利的MG30採用8x56毫米曼利夏步槍彈，此批MG30唯有給二線部隊使用。其中47挺MG30機槍是奥地利為薩爾瓦多製造的7×57毫米毛瑟步槍彈版本

## 使用國家
- 奥地利
- 保加利亞王國
- 納粹德國
- 匈牙利
- 瑞士
- 薩爾瓦多

## 外部連結
- 槍炮世界有關MG30和MG34的淵源